# Frostvikens socken
Frostvikens socken i Jämtland är sedan 1974 en del av Strömsunds kommun och motsvarar från 2016 Frostvikens distrikt.
Socknens areal är 4 213,70 kvadratkilometer, varav 3 789,95 land. År 2000 fanns här 1 156 invånare. Kyrkbyn Gäddede med sockenkyrkan Gäddede kyrka ligger i socknen. 

## Administrativ historik
Frostvikens socken bildades 1842 genom en utbrytning ur Föllinge socken. Före 1746 ingick området i Ströms socken. Den 4 december 1863 överfördes Granön och Rotnäset till Tåsjö socken i Västernorrlands län.
1 januari 2016 inrättades distriktet Frostviken, med samma omfattning som församlingen hade 1999/2000.
Vid kommunreformen 1862 överfördes ansvaret för de kyrkliga frågorna till Frostvikens församling och för de borgerliga frågorna till Frostvikens landskommun. Landskommunen uppgick 1974 i Strömsunds kommun.
Socknen har tillhört fögderier, tingslag och domsagor enligt vad som beskrivs i artikeln Jämtland.

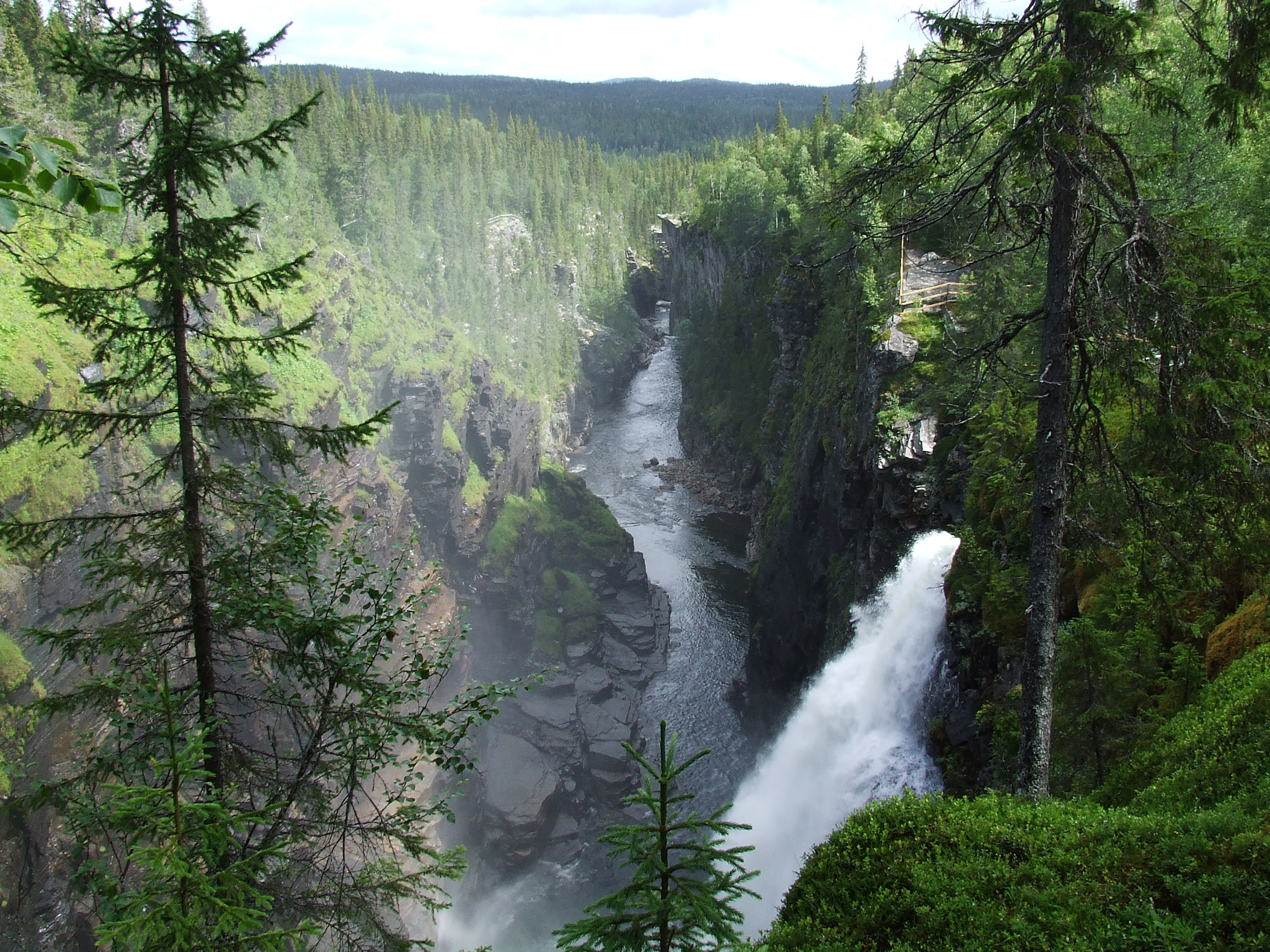
Hällingsåfallet.

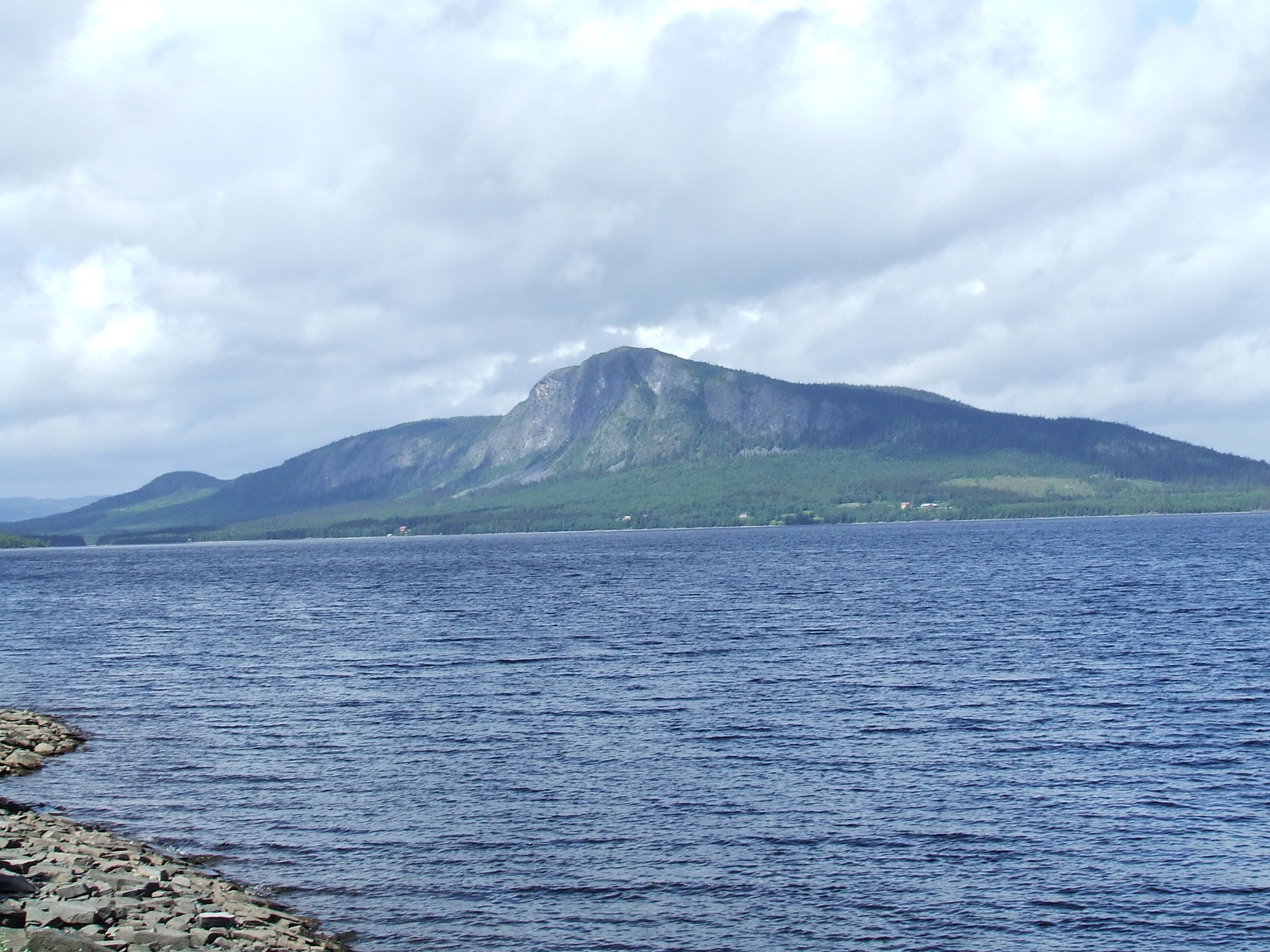
Kalberget och delar av byn Håkafot vid sjön Hetögeln i Ströms Vattudal.

## Geografi
Frostvikens socken ligger kring de omfattande sjösystemen i övre Faxälven med dess östra delar vid Fjällsjöälvens tillflöden, och däremellan finns vidsträckta fjällområden. Socknen utgör odlingsbygder vid sjöarnas fjällområden, med höjder som Sipmehke i norr som når 1 424 meter över havet och Sielkentjakke som har en höjd på 1 315 m.ö.h.
År 1865 överfördes byn Lillånäset från Frostvikens socken till Dorotea socken.

## Namnet
Namnet (1763 Frostviken) betyder den frostutsatta viken och avser en vik i västra delen av Kvarnbergsvattnet som fryser till tidigt på säsongen. På sydsamiska heter Frostviken Frööstege.

## Historia
Från stenåldern finns omkring 75 boplatser som vittnar om äldre fångstkultur. Många platser är nu överdämda. Det finns omkring 90 fångstgropar. På några få platser finns gravar av förhistorisk typ, främst på stränderna. Dessa har fynd från bland annat vikingatiden. Den fasta bosättningen härstammar från 1700-talet, och den förste fastboende invånaren i Frostviken hette Jon Olofsson och flyttade in från Nordli i Norge till nuvarande byn Frostviksbränna omkring 1750. Gränsen mellan Sverige och Norge fastlades i Strömstadstraktaten 1751. I förhandlingarna hade Danmark-Norge vissa krav på Frostviken, eftersom det fanns minst lika mycket kontakt västerut som österut, men gav sig mot att de fick Lierne västerut.
År 1919 invigdes Sjoutnäsets kapell för Sjoutnäsets kapellförsamling inom Frostvikens pastorat, och ett annat kapell finns i Ankarede.
År 1927 hade Frostvikens socken 2 519 invånare på en yta av 4 214 km². Den hade 872 hektar åker och 190 729 hektar skogs- och hagmark.

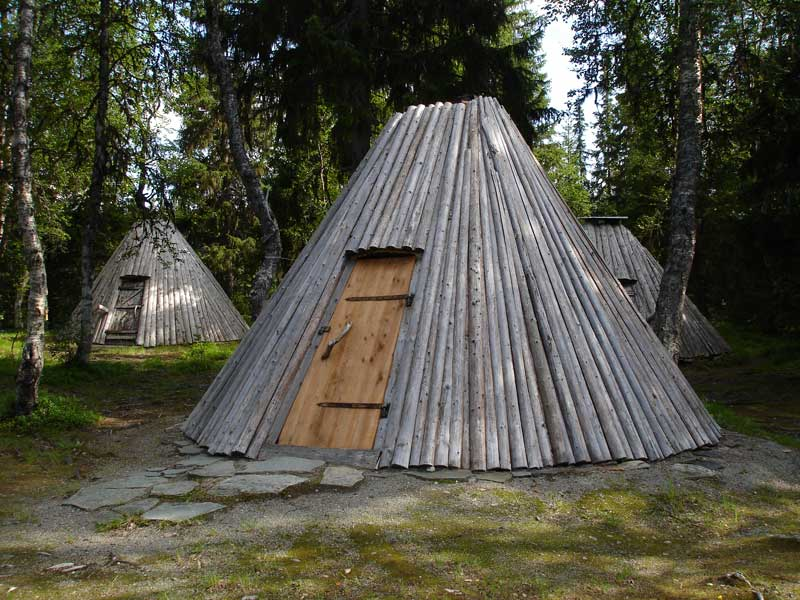
Kyrkkåtor vid Ankarede kapell.

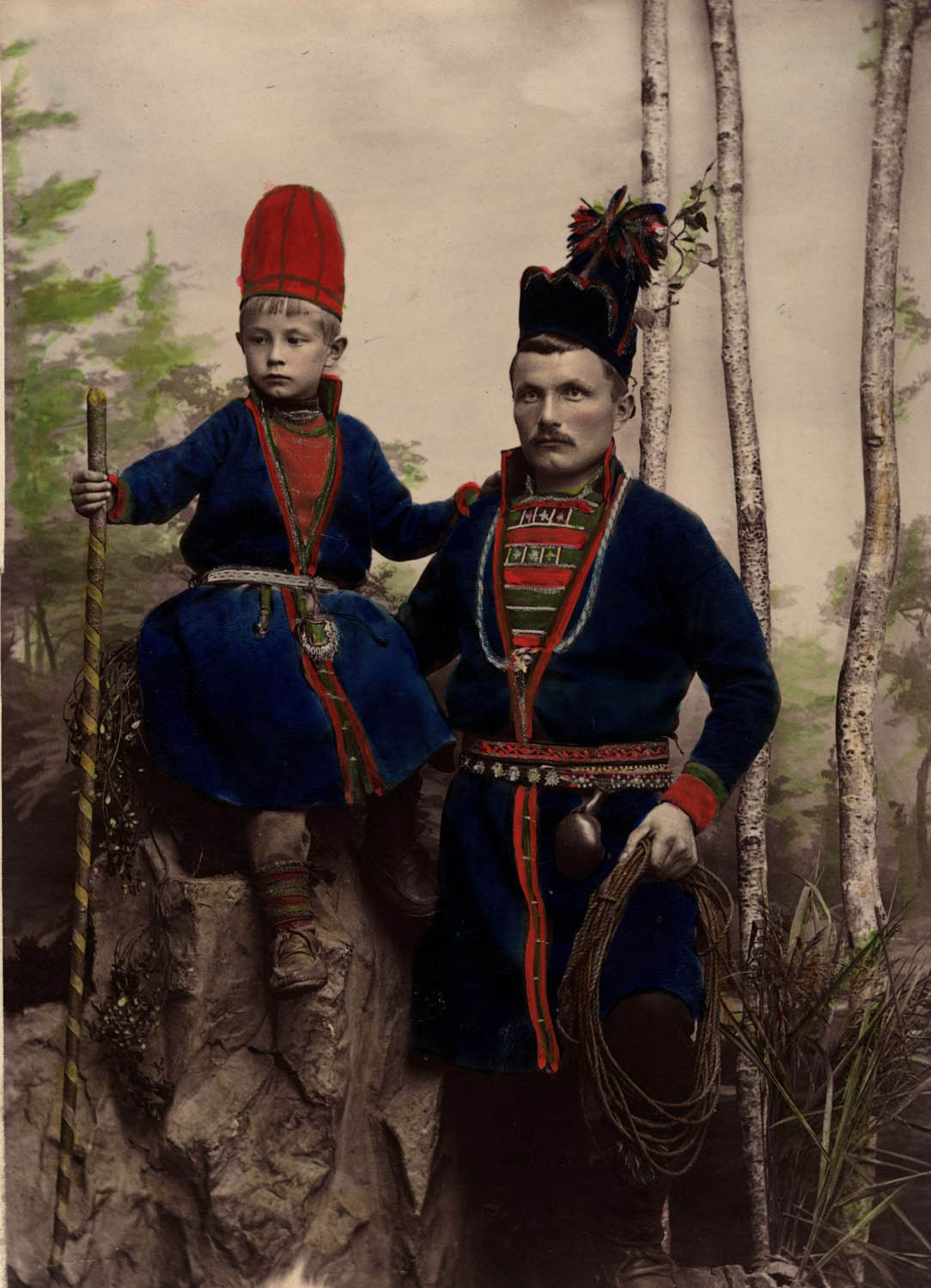
Samisk man med son från Frostviken. Handkolorerat foto från slutet av 1800-talet.

Glimmer, som användes inom el-industrin, bröts i området kring Väktarmon, 20 km norr om Gäddede, under 1940-talet. Tidigare har även andra mineraler brutits på flera platser inom socknen, exempelvis norr om Ankarvattnet och vid Rödfjället. 

## Samer
Frostviken är en del av det sydsamiska området. I fjälldalarna finns omfattande lämningar av den äldre samiska kulturen. Frostvikens lappförsamling var en icke-territoriell församling, avsedd för den nomadiserande samebefolkningen i området. År 1927 var 196 samer mantalsskrivna i den församlingen. Samtliga lappförsamlingar upplöstes 1942.
Idag finns tre samebyar i området, Voernese sameby (tidigare Frostvikens norra sameby), Ohredahke sameby (tidigare Frostvikens mellersta sameby) och Raedtievaerie sameby (tidigare Frostvikens södra sameby).

## Befolkningsutveckling
| Befolkningsutvecklingen i Frostvikens socken 1810–2000                                                   | Befolkningsutvecklingen i Frostvikens socken 1810–2000 | Befolkningsutvecklingen i Frostvikens socken 1810–2000 | Befolkningsutvecklingen i Frostvikens socken 1810–2000 | Befolkningsutvecklingen i Frostvikens socken 1810–2000 |
| --- | ------------------------------------------------------ | ------------------------------------------------------ | ------------------------------------------------------ | ------------------------------------------------------ |
| |                                                        |                                                        |                                                        |                                                        |
| År |                                                        |                                                        | Folkmängd                                              |                                                        |
| 1810 | 1810                                                   |                                                        | 495                                                    |                                                        |
| 1820 | 1820                                                   |                                                        | 562                                                    |                                                        |
| 1830 | 1830                                                   |                                                        | 673                                                    |                                                        |
| 1840 | 1840                                                   |                                                        | 845                                                    |                                                        |
| 1850 | 1850                                                   |                                                        | 965                                                    |                                                        |
| 1860 | 1860                                                   |                                                        | 1 119                                                  |                                                        |
| 1870 | 1870                                                   |                                                        | 1 243                                                  |                                                        |
| 1880 | 1880                                                   |                                                        | 1 488                                                  |                                                        |
| 1890 | 1890                                                   |                                                        | 1 901                                                  |                                                        |
| 1900 | 1900                                                   |                                                        | 2 205                                                  |                                                        |
| 1910 | 1910                                                   |                                                        | 2 439                                                  |                                                        |
| 1920 | 1920                                                   |                                                        | 2 649                                                  |                                                        |
| 1930 | 1930                                                   |                                                        | 2 447                                                  |                                                        |
| 1940 | 1940                                                   |                                                        | 2 479                                                  |                                                        |
| 1950 | 1950                                                   |                                                        | 2 602                                                  |                                                        |
| 1960 | 1960                                                   |                                                        | 2 678                                                  |                                                        |
| 1970 | 1970                                                   |                                                        | 1 810                                                  |                                                        |
| 1980 | 1980                                                   |                                                        | 1 507                                                  |                                                        |
| 1990 | 1990                                                   |                                                        | 1 364                                                  |                                                        |
| 2000 | 2000                                                   |                                                        | 1 156                                                  |                                                        |
| Anm: Källor: Umeå universitet - Tabellverket 1749-1859, Demografiska databasen, CEDAR, Umeå universitet. |                                                        |                                                        |                                                        |                                                        |